# Nunca más la veo (cuento de Ray Bradbury)
Nunca más la veo (título original en inglés: I See You Never) es un cuento del escritor estadounidense Ray Bradbury publicado originalmente en la revista The New Yorker el 8 de noviembre de 1947.
Este cuento fue incluido en la antología  Las doradas manzanas del sol (1953).

## Argumento
El señor Ramírez llega escoltado por dos policías a la casa de huéspedes de la señora O'Brian, donde reside desde hace más de dos años. Viene a recoger sus pertenencias, pues tiene que abandonar el país y volver a México, ya que su permiso temporal era solo para seis meses.